# Juan José Morosoli
Juan José Morosoli (Minas, 19 gennaio 1899 – Minas, 29 dicembre 1957) è stato uno scrittore uruguaiano.
Figlio di un'immigrante svizzero dal Ticino, Morosoli è stato uno dei più importanti scrittori uruguaiani della sua generazione.

## Opere
- Balbuceos (poesia, in: Bajo la misma sombra, con Guillermo Cuadri, Valeriano Magri, José María Cajaraville e Julio Casas Araújo, Minas, 1925)
- Los juegos (poesia, 1928)
- Hombres (racconti, 1932)
- Los albañiles de Los Tapes (Sociedad de Amigos del Libro Rioplatense, racconti, 1936)
- Hombres (racconti, Editorial Culturamericana, 1942; seconda edizione con modifiche, 1943)
- Hombres y mujeres (racconti, 1944)
- Perico (racconti, 1944)
- Muchachos (romanzo, 1950)
- Vivientes (racconti, 1953)
- Tierra y tiempo (1959) postumo
- El viaje hacia el mar (Ediciones de la Banda Oriental, 1962) postumo
- La soledad y la creación literaria (Ediciones de la Banda Oriental, 1971) postumo
- Obras completas (Ediciones de la Banda Oriental, 1999) postumo